# 소로티구

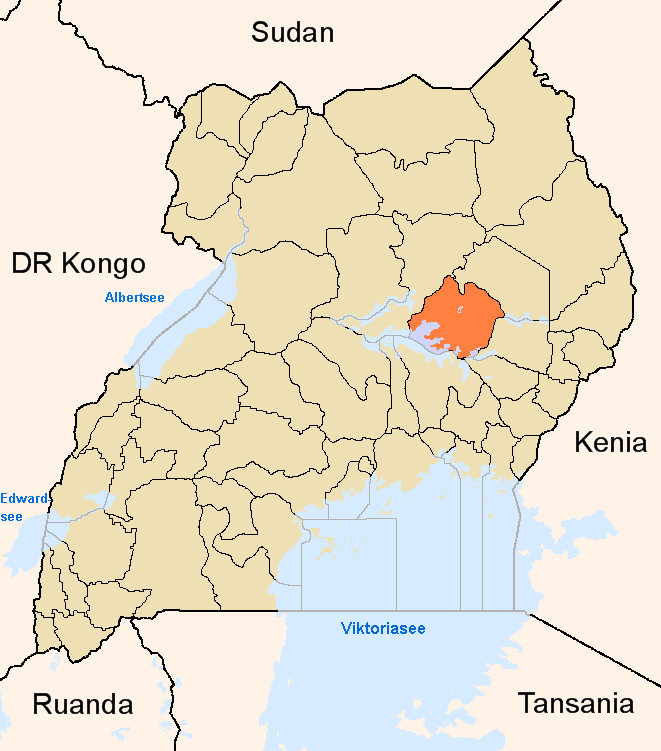
소로티 구의 위치

소로티구(Soroti)는 우간다 중동부에 위치한 구로, 행정 중심지는 소로티이며 면적은 2,662.5km2, 인구는 371,986명(2002년 인구 조사 기준)이다.
행정 구역상으로는 동부 주에 속하며 3개 군(카실로 군, 세레레 군, 소로티 군)을 관할한다. 북쪽으로는 아무리아 구, 남쪽으로는 키오가 호를 경계로 카물리 구, 칼리로 구와 인접해 있고 남동쪽으로는 팔리사 구와 접한다.

## 같이 보기
- 우간다의 행정 구역